# Relaciones Argentina-España
Las relaciones hispano-argentinas hacen referencia a las relaciones bilaterales entre la República Argentina y el Reino de España. Ambos países mantienen una estrecha relación bilateral, marcada por los flujos migratorios, la inversión, el comercio y el turismo. España es uno de los socios más importantes de Argentina, con relaciones
políticas, económicas, culturales y de cooperación de larga trayectoria e intensidad. También comparten su pertenencia al
sistema de Cumbres Iberoamericanas.
Cabe destacar que Argentina es el país con la mayor población de inmigrantes españoles en el mundo, seguido por Francia, mientras que España es el país europeo con la mayor población de inmigrantes argentinos, seguido por Italia.

## Historia

### Conquista española
En 1516, la primera expedición española en visitar lo que ahora es Argentina fue dirigida por el explorador Juan Díaz de Solís. En 1536, se creó el primer asentamiento español en la cuenca del Río de la Plata. Desde entonces, Argentina se incorporó formalmente al Virreinato del Perú, gobernado desde Lima bajo la corona española. En 1776, se creó el Virreinato del Río de la Plata con el jefe de Gobierno ubicado en Buenos Aires.

### Independencia
En mayo de 1810, la Revolución de Mayo depuso al virrey Cisneros, reemplazándolo con una Junta de Gobierno; este hecho dio origen a enfrentamientos armados entre los partidarios de la independencia, llamados patriotas, y los que sostenían los derechos del monarca español, conocidos como realistas. En este contexto, algunas provincias del virreinato se organizaron en una confederación, las Provincias Unidas, declarando su independencia de España en 1816. La guerra de independencia continuó, fuera del territorio argentino, bajo el mando del general  José de San Martín hasta 1824, cuando fueron derrotadas las últimas tropas realistas.

### Post independencia

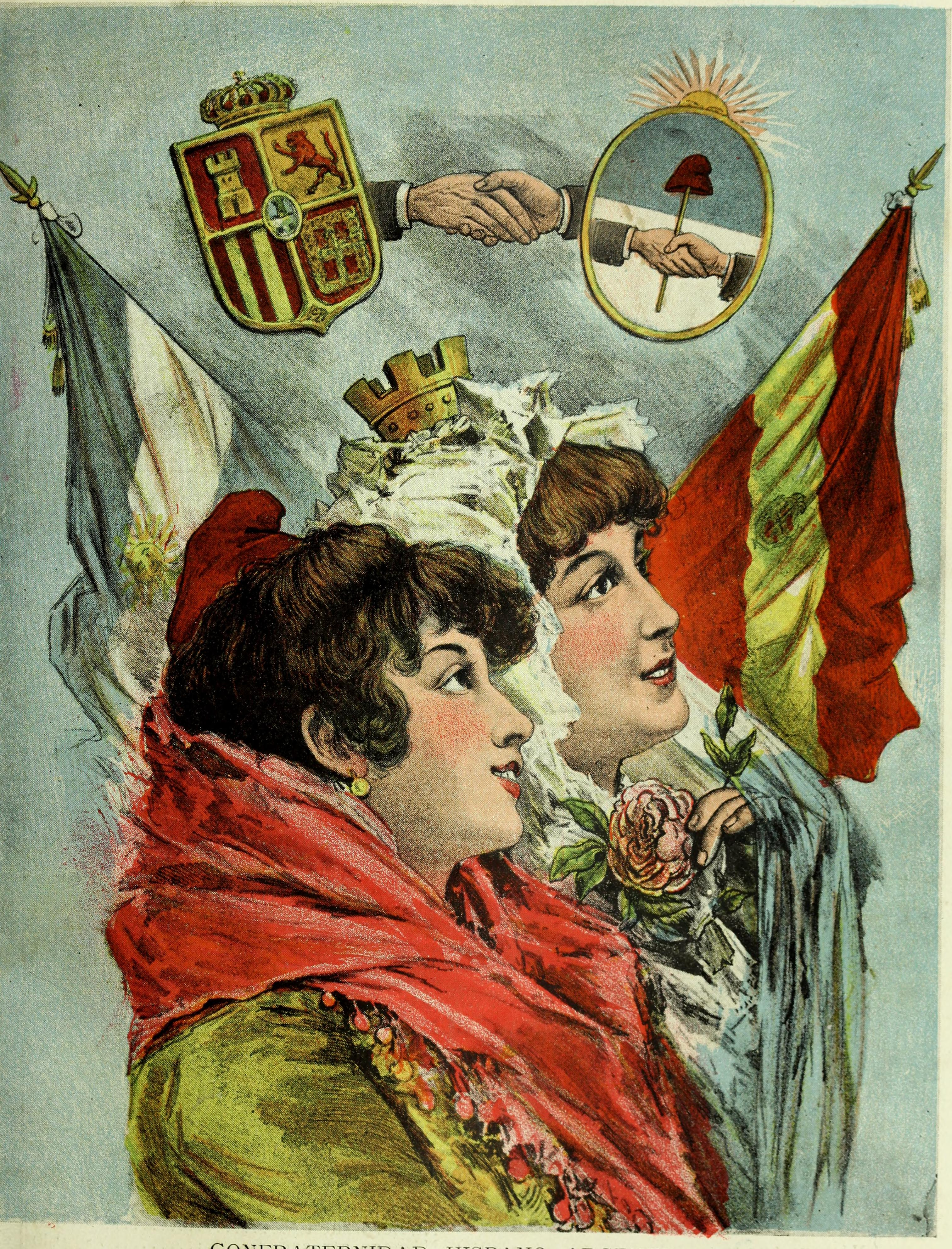
La confraternidad hispano-argentina en 1900 retratada por la Libertad de Oudiné e Hispania.

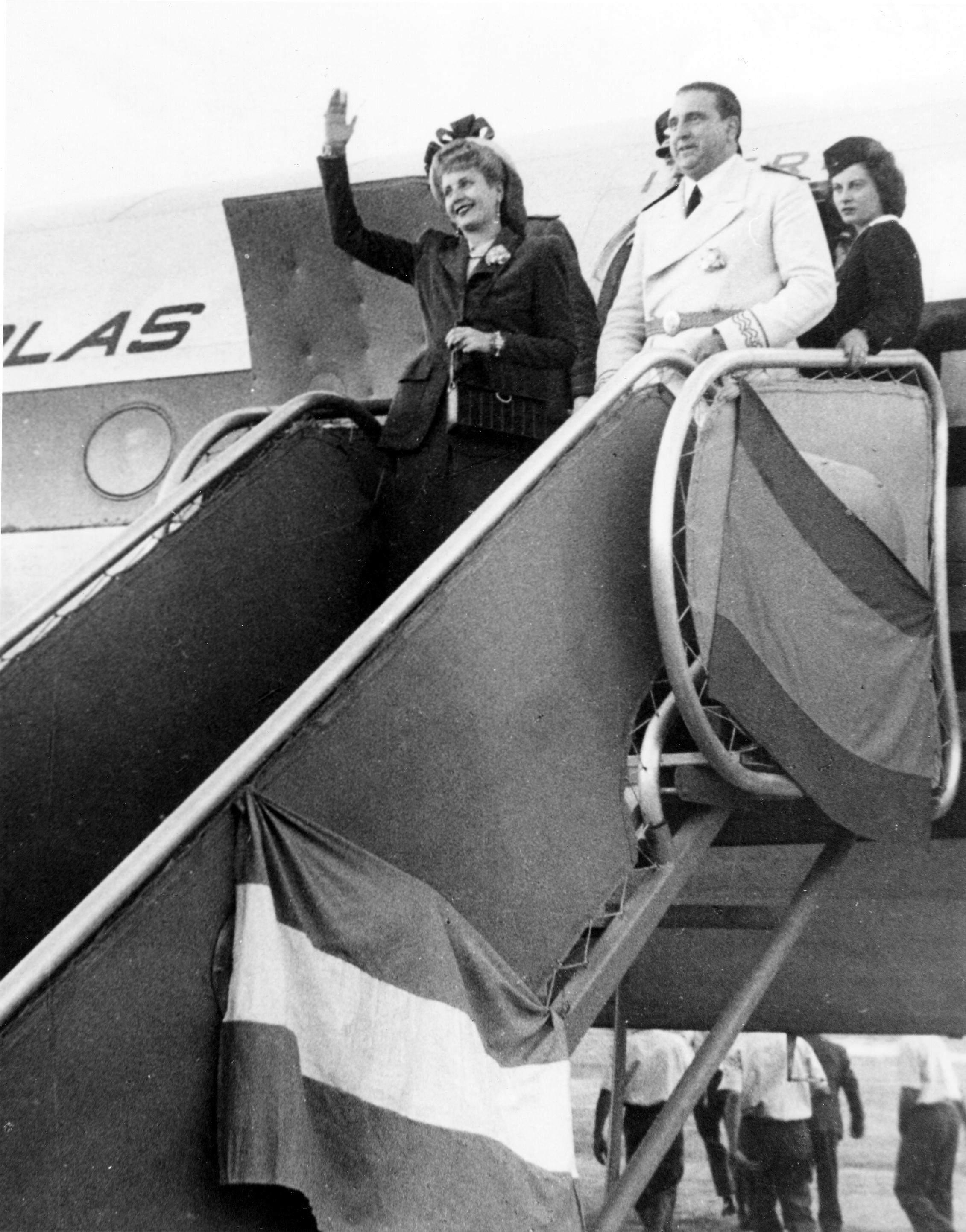
La primera dama argentina, Eva Perón, visitando España (1947).

España no reconoció formalmente la independencia argentina hasta el 9 de julio de 1859, cuando se firmó un Tratado de Paz y Amistad que estableció las relaciones diplomáticas entre ambos estados. El 21 de septiembre de 1863 se firmó un nuevo tratado.
Desde entonces, las relaciones diplomáticas fueron cordiales y de respeto mutuo. Durante la guerra civil española, Argentina permaneció neutral y dio asilo a cualquier ciudadano español que lo solicitara sin importar si eran republicanos o sublevados. En septiembre de 1936, asumiría la representación de los intereses de Uruguay, al romper este país relaciones con la república. Al final de la guerra, Argentina mantuvo relaciones diplomáticas y comerciales con el gobierno del dictador Francisco Franco, las cuales  permitieron a la primera dama argentina, Eva Perón, visitar España en 1947. Argentina, El Salvador y la República Dominicana fueron los únicos tres países latinoamericanos que se negaron a suscribir las sanciones contra el régimen franquista, aprobadas en la Asamblea General de la ONU en 1946.
Durante la primera etapa de la dictadura franquista Argentina fue su principal socio comercial y se firmaron diversos convenios comerciales entre el final de la guerra y 1948, principalmente el convenio comercial hispano-argentino de 1946, y estuvieron vigentes hasta 1951. 
Después de la muerte del general Franco en España en 1975, Argentina entró en un período de dictadura militar entre 1976-1983. En 1982, Argentina recuperó por medio de un ataque militar las Islas Malvinas, España reconoció y apoyó las reclamaciones de los derechos territoriales argentinos sobre las islas. En 2012, los documentos británicos fueron desclasificados y declararon que la primera ministra británica, Margaret Thatcher, temía que España se uniera a Argentina durante la guerra de las Malvinas, invadiendo Gibraltar.
Varios países latinoamericanos, entre ellos Argentina, han sido acusados de refugiar a miembros de la organización terrorista ETA buscados en España y Francia, siendo Canadá y Estados Unidos los únicos países americanos que clasificaron esta organización como grupo terrorista.
En 2012 Argentina nacionalizó la compañía petrolera YPF, propiedad de la empresa española multinacional Repsol. Posteriormente, el Estado argentino tuvo que compensar a la empresa Repsol por la adquisición de la petrolera.

En la década de 2010, un tribunal argentino acusó a Antonio González Pacheco, un ex inspector de policía, de cometer actos criminales durante el régimen de Franco. Fue buscado por extradición por un juez argentino en 2014. La solicitud de extradición fue rechazada por el TSJ sobre la base de que el plazo de prescripción se había agotado en la acusación en su contra. 

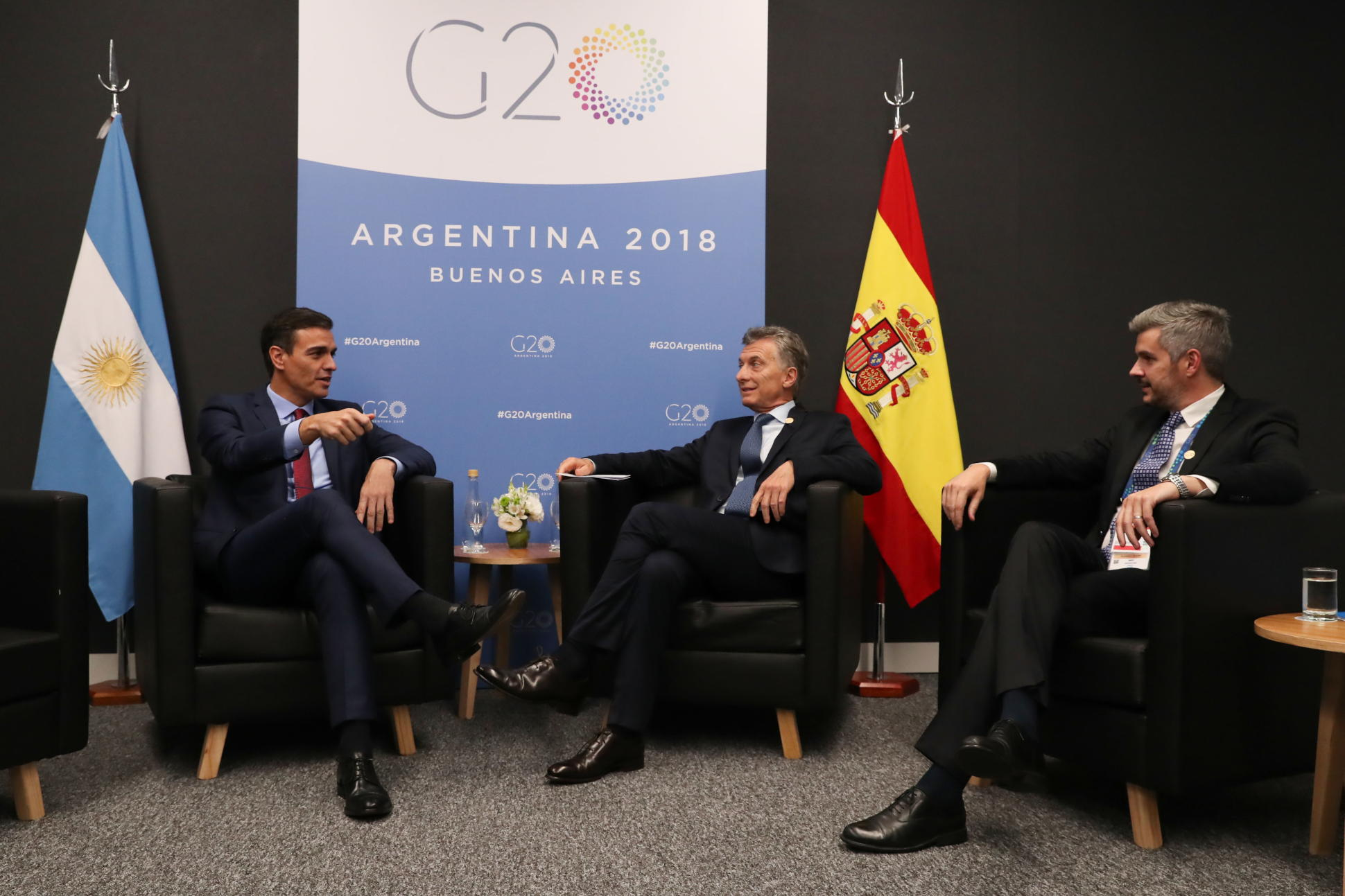
Reunión del presidente argentino, Mauricio Macri, con el presidente del Gobierno español, Pedro Sánchez, en Buenos Aires (2018).

En 2016, ambos países relanzaron sus relaciones bilaterales. Durante los días 22 y 23 de febrero de 2017, el presidente argentino, Mauricio Macri, y la primera dama, Juliana Awada, realizaron una Visita de Estado a España, donde fueron recibidos por los reyes Felipe VI y Letizia Ortiz en el Palacio Real de Madrid.

Durante los días 25 y 26 de marzo de 2019, se realizó la primera Visita de Estado a la Argentina del rey Felipe VI y la reina Letizia de España, donde fueron recibidos por el presidente argentino, Mauricio Macri, y el canciller Jorge Faurie. La Argentina valoró la presencia de las empresas españolas, alentando las inversiones y la diversificación de los vínculos comerciales entre ambos países. Al respecto, se destacó especialmente los acuerdos educativos que entraron en vigor recientemente y que habilitan mecanismos para el reconocimiento de estudios en los niveles primario, secundario y superior con mayor celeridad. En particular, respecto de la implementación del Acuerdo de Reconocimiento de Títulos y Grados Académicos de Educación Superior Universitaria, se reconoció el trabajo iniciado por la Comisión Bilateral Técnica para establecer criterios de equivalencia y calidad que faciliten el reconocimiento de títulos argentinos en España, y viceversa. Se discutió también la negociación Mercosur–UE, así como el ingreso de Argentina a la OCDE, la cooperación consular y otros aspectos relevantes de la amplia agenda bilateral. Además, se intercambiaron visiones sobre asuntos regionales, de Iberoamérica y acerca de la situación venezolana. Culminada la Visita de Estado, los Reyes viajaron por la noche a la ciudad de Córdoba para participar del VIII Congreso Internacional de la Lengua Española. 

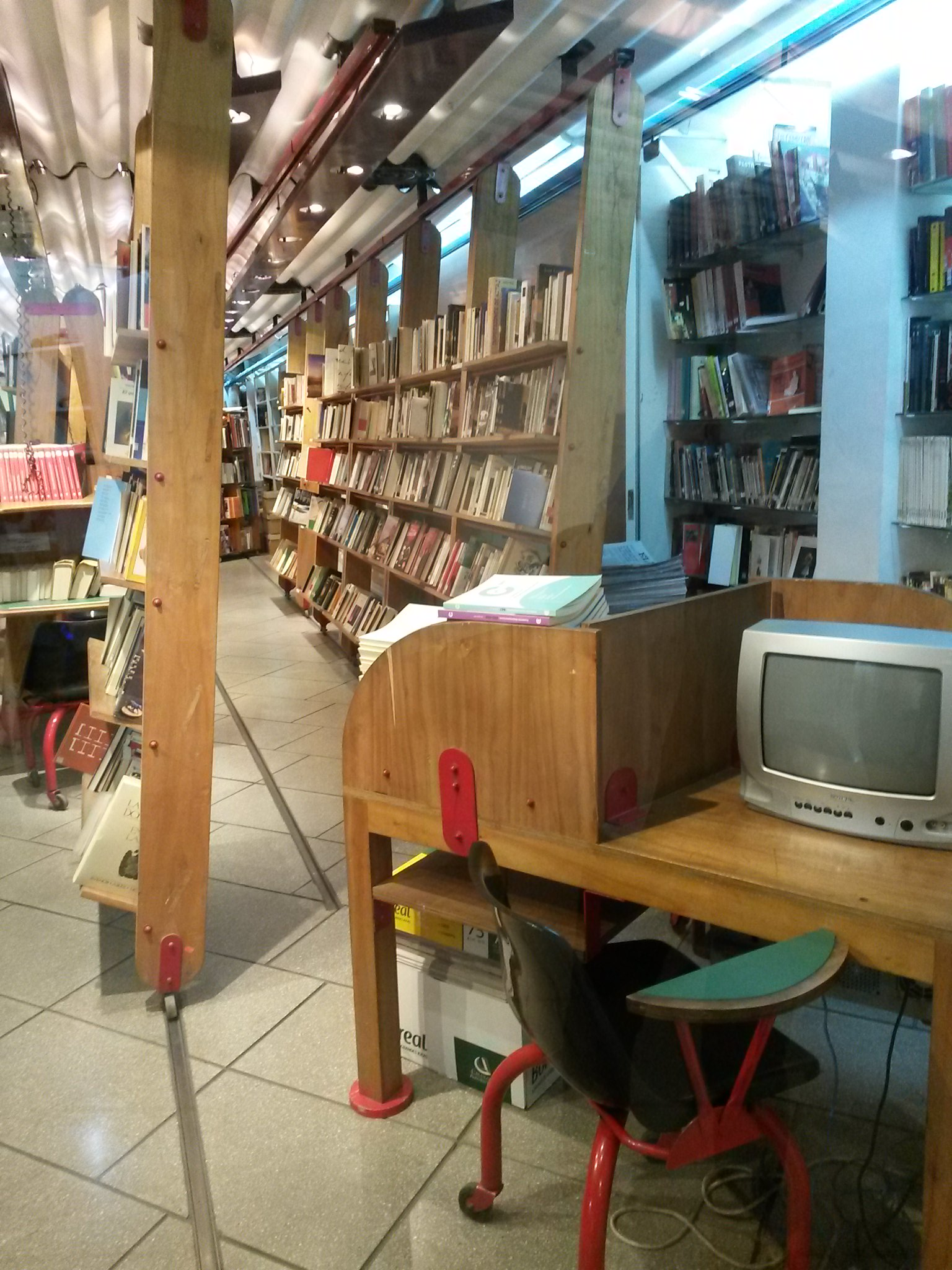
Biblioteca del Centro Cultural de España en Buenos Aires.

En 2021, España se comprometió a apoyar a Argentina de cara a las negociaciones de este último país con el FMI para renegociar los mecanismos de su deuda. En junio, el presidente del Gobierno español, Pedro Sánchez, realizó una visita a Argentina y se reunió con el presidente argentino, Alberto Fernández.
En 2022, Argentina y España acordaron potenciar la colaboración en la lucha contra el crimen internacional. Además, como consecuencia de la invasión rusa de Ucrania, tanto España como Portugal habilitaron temporalmente los requisitos específicos para la importación de maíz argentino a la UE. El 10 de mayo, el presidente argentino hizo una visita oficial a España para impulsar la cooperación energética en el gas natural y el litio con Europa.
En los últimos años, tanto Argentina como España han desarrollado un potencial dentro de la industria energética gracias a las energías renovables, especialmente tras la búsqueda de nuevas alternativas en ese sector debido a la guerra ruso-ucraniana, ya que ambos países comparten recursos climáticos, geográficos y tecnológicos favorables para dichas energías.
En diciembre de 2023, el rey español Felipe VI asistió a la proclamación del presidente argentino Javier Milei. Ambos líderes han conversado sobre la situación de ambos países, así como la prosperidad de sus relaciones diplomáticas. Sin embargo, ambos países cayeron en una crisis diplomática en 2024 debido a discrepancias políticas entre sus respectivos presidentes de gobierno. Las relaciones no se normalizaron hasta octubre del mismo año.

## Cooperación cultural

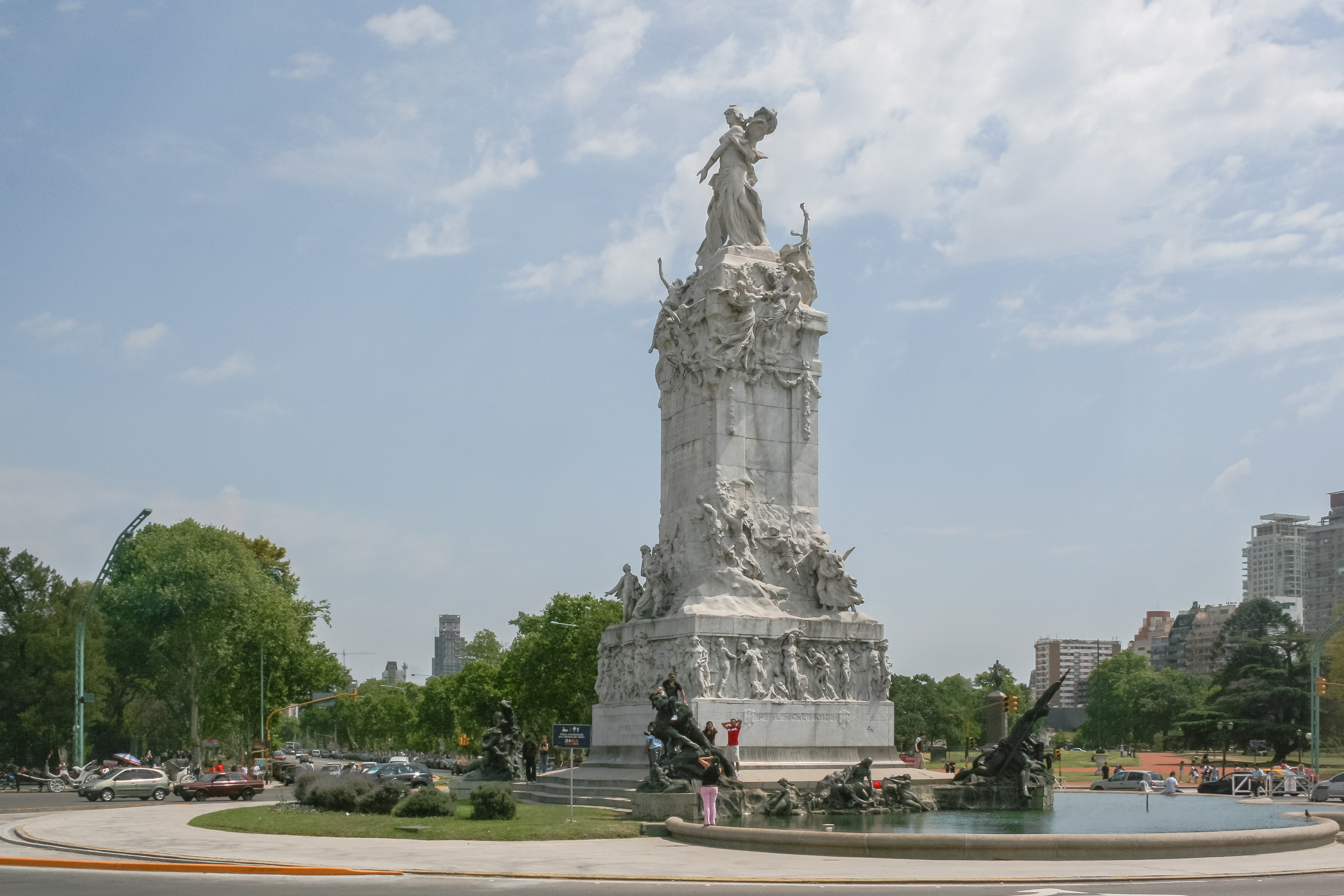
El Monumento de los españoles en Buenos Aires.

El Monumento a La Carta Magna y las Cuatro Regiones Argentinas fue donado por la comunidad española en 1910, con motivo del centenario de la Revolución de Mayo. Argentina cuenta con un Centro Cultural de España en Buenos Aires, en Córdoba y en el Parque de España, Rosario. Además, también cuenta con instituciones sociales y deportivas mixtas, como el Club Español de Rosario o el Club de Regatas Hispano Argentino, y el español es la lengua común de ambos países.
En mayo de 2014, el dibujante argentino Quino, famoso por su tira cómica Mafalda, recibió el Premio Princesa de Asturias de Comunicación y Humanidades. Posteriormente, en mayo de 2017, también se le otorgó al grupo humorístico-musical argentino Les Luthiers.
El tango y el flamenco son dos géneros de baile latino, reconocidos como Patrimonio cultural inmaterial de la Humanidad, siendo emblemas de la cultura argentina y española respectivamente. Asimismo, se han popularizado entre las sociedades de ambos países con el intercambio de artistas de la música y la danza.
En febrero de 2020, se estableció una guía turística de hermanamiento que une la ciudad de Córdoba en España con la homóloga Córdoba de Argentina, tratando de aprovechar los aspectos que comparten ambas ciudades y que trascienden más allá del nombre común que las identifica, abarcando puntos lingüísticos y culturales.
Desde junio de 2022, se inició el hermanamiento de los caminos del Cura Brochero en Córdoba (Argentina) con el de Santiago de Compostela en Galicia (España). El acuerdo tendrá como principal objetivo fomentar el intercambio de conocimientos sobre las peregrinaciones cristianas entre ambas comunidades.
En enero de 2023, Argentina buscó en FITUR capitalizar turísticamente su histórica relación con España, forjada, entre otros, por los lazos familiares que unen a ambos países. Posteriormente, se constituyó la firma de un convenio de hermanamiento y cooperación entre los municipios de Salta (Argentina) y Huelva (España). El acuerdo se realizó con el objetivo de promover el desarrollo económico y social de ambas regiones a través del turismo, la producción, la cultura y la gastronomía. Asimismo, en mayo del mismo año, Salta también se hermanó  con el municipio de Huesca (España), ya que los gauchos rinden homenaje al mismo patrón de las Fiestas de San Lorenzo.
En marzo de 2024, Argentina y España reforzaron los vínculos culturales en la feria internacional ARCO de Madrid, a la que asistieron los reyes de España. En esta ocasión, Argentina participó representando diez galerías de Buenos Aires y Salta. Varios coleccionistas y directores de museos argumentaron que tanto el arte como el idioma común funcionan como vínculos entre las culturas y sociedades de ambos países.

## Organizaciones multilaterales
Ambos países son miembros de la ABINIA, la ASALE, la AICO, la BIPM, el CAF, la CEI, la CEPAL, el CERLALC, la COMJIB, la COPANT, Eureka, la FELABAN, la Fundación EU-LAC, el IICA, el G20, la OEI, la OISS, la OIJ, la ONU y la SEGIB.
En la Antártida, las bases científicas Decepción y Gabriel de Castilla se encuentran a 1 km de distancia, ambas situadas en la isla Decepción.

## Acuerdos bilaterales
Con los años, ambos estados han firmado numerosos acuerdos bilaterales, como un Acuerdo de Transporte Aéreo (1947); Acuerdo sobre la Eliminación de Visas (1947); Acuerdo sobre Migración (1960; Acuerdo sobre Cooperación Cultural (1971); Acuerdo sobre Cooperación Científica y Técnica (1972); Acuerdo sobre Cooperación Económica (1974); Tratado de Extradición (1987); Acuerdo sobre Promoción y Protección de Inversiones (1991); Acuerdo sobre el reconocimiento mutuo de la licencia de conducir (2002); Acuerdo para evitar la doble imposición (2013) y un Acuerdo para fortalecer la cooperación bilateral en innovación y desarrollo tecnológico (2022).

## Transporte
Hay vuelos directos entre Argentina y España a través de las siguientes aerolíneas: Aerolíneas Argentinas, Air Europa, Iberia y LEVEL.

## Comercio
España es un importante socio comercial y el primer inversor europeo en el país. En 2017, el comercio entre Argentina y España ascendió a 2,7 mil millones de euros. Las principales exportaciones de Argentina a España incluyen: productos de origen animal, pescado congelado, crustáceos y mejillones de mar, cobre y productos químicos orgánicos. Las exportaciones de España a Argentina incluyen: componentes y equipos para automóviles, material eléctrico y productos farmacéuticos. Las compañías multinacionales españolas como: Banco Bilbao Vizcaya Argentaria, Banco Santander, Mapfre, Telefónica y Zara, entre otros, operan en la Argentina.

## Misiones diplomáticas residentes
- Argentina tiene una embajada en Madrid y cuenta con consulados-generales en Barcelona y Vigo, y consulados en Cádiz, Palma de Mallorca y Santa Cruz de Tenerife.[58]
- España tiene una embajada en Buenos Aires y cuenta con consulados-generales en Bahía Blanca, Córdoba, Mendoza y Rosario.[59]

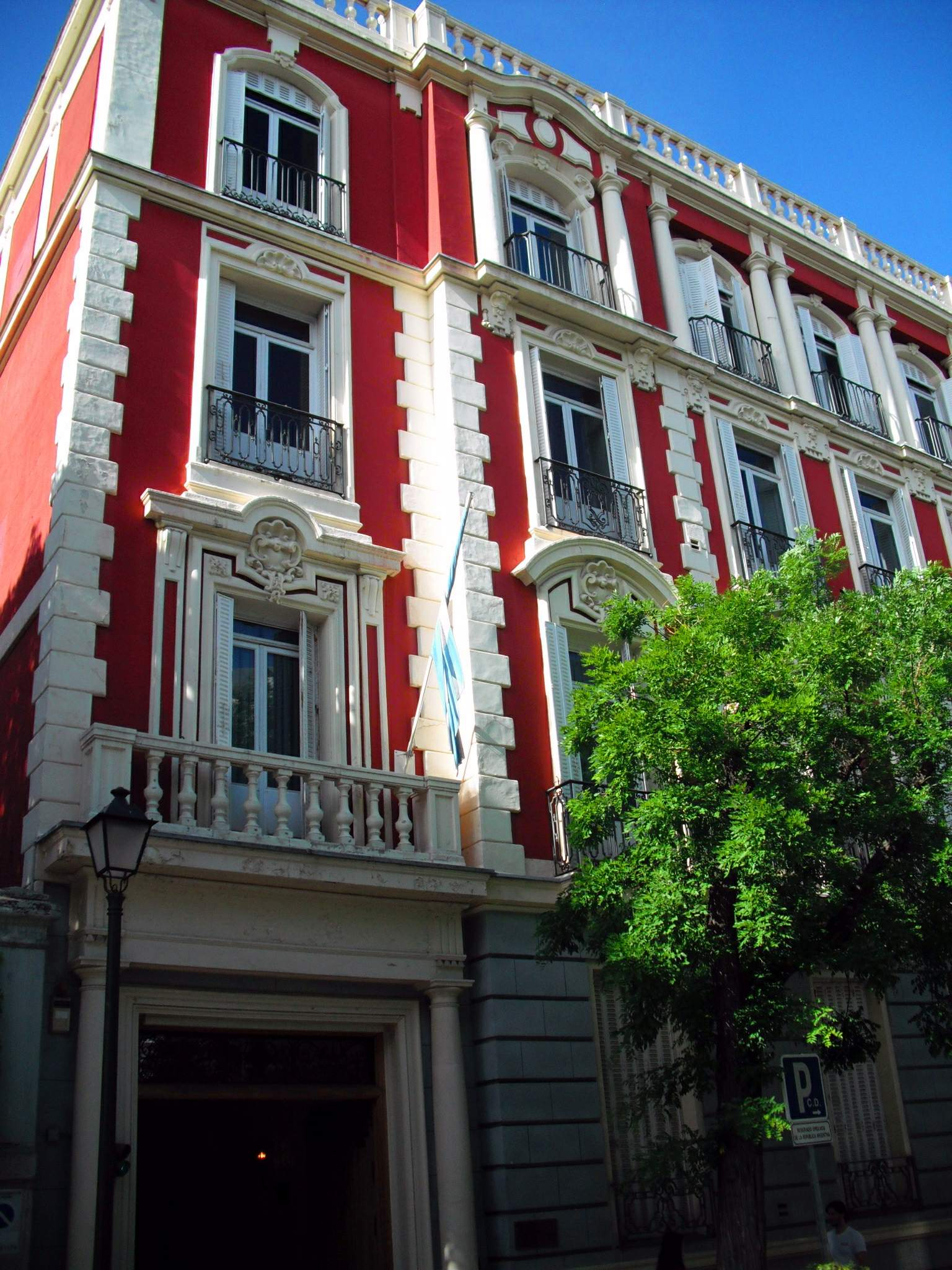
Embajada de Argentina en Madrid.
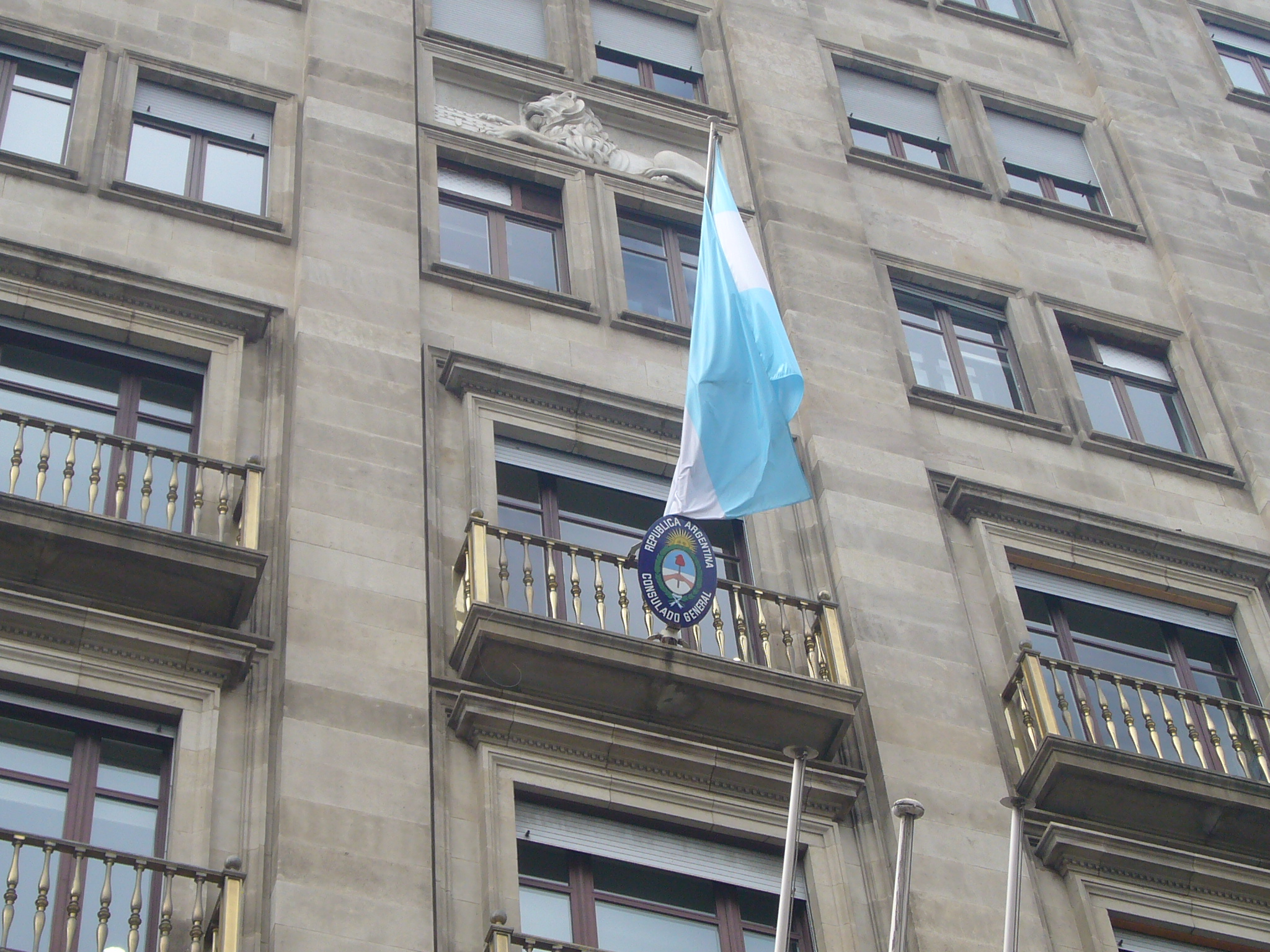
Consulado General de Argentina en Barcelona.
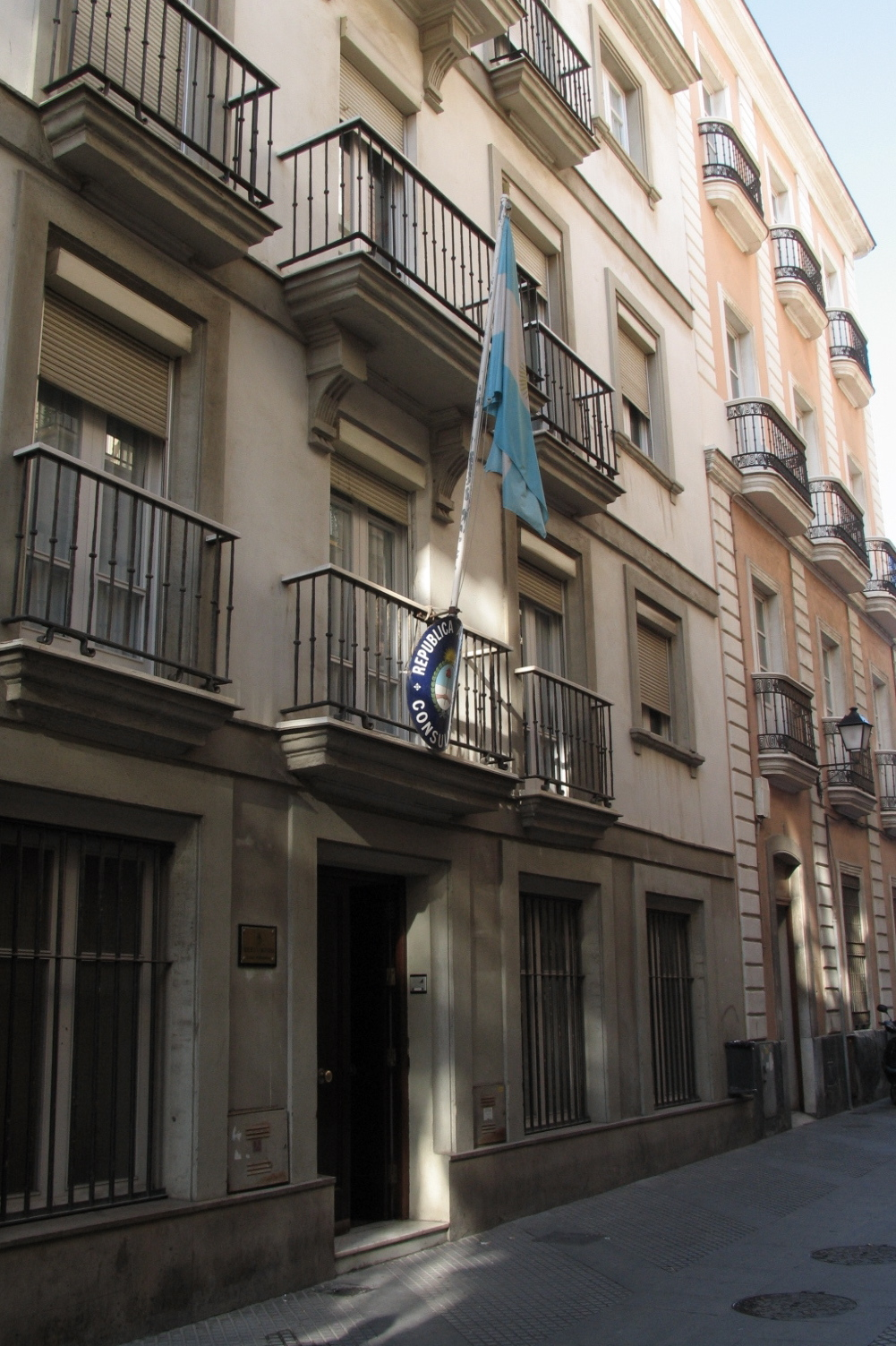
Consulado de Argentina en Cádiz.

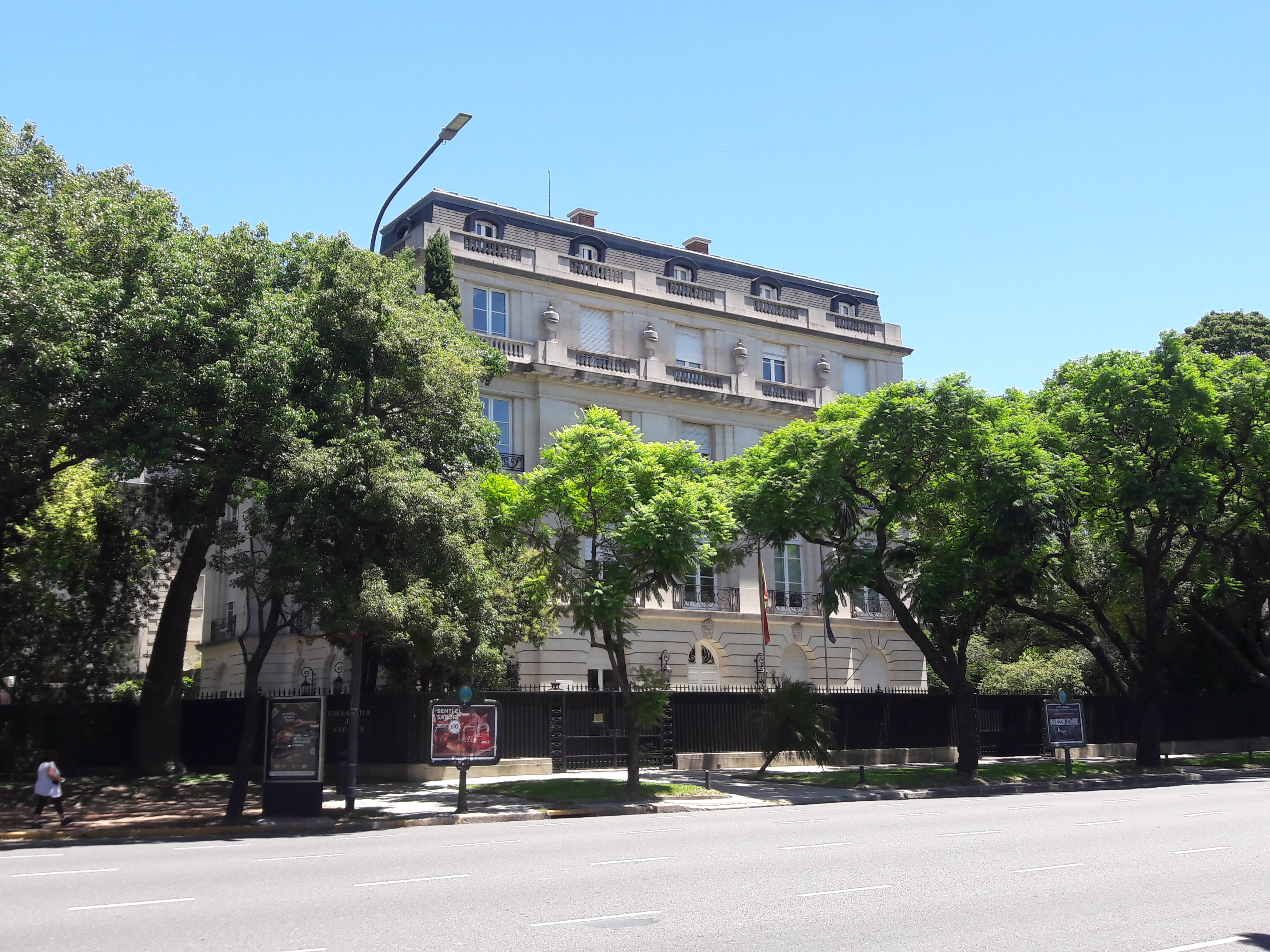
Embajada de España en Buenos Aires.
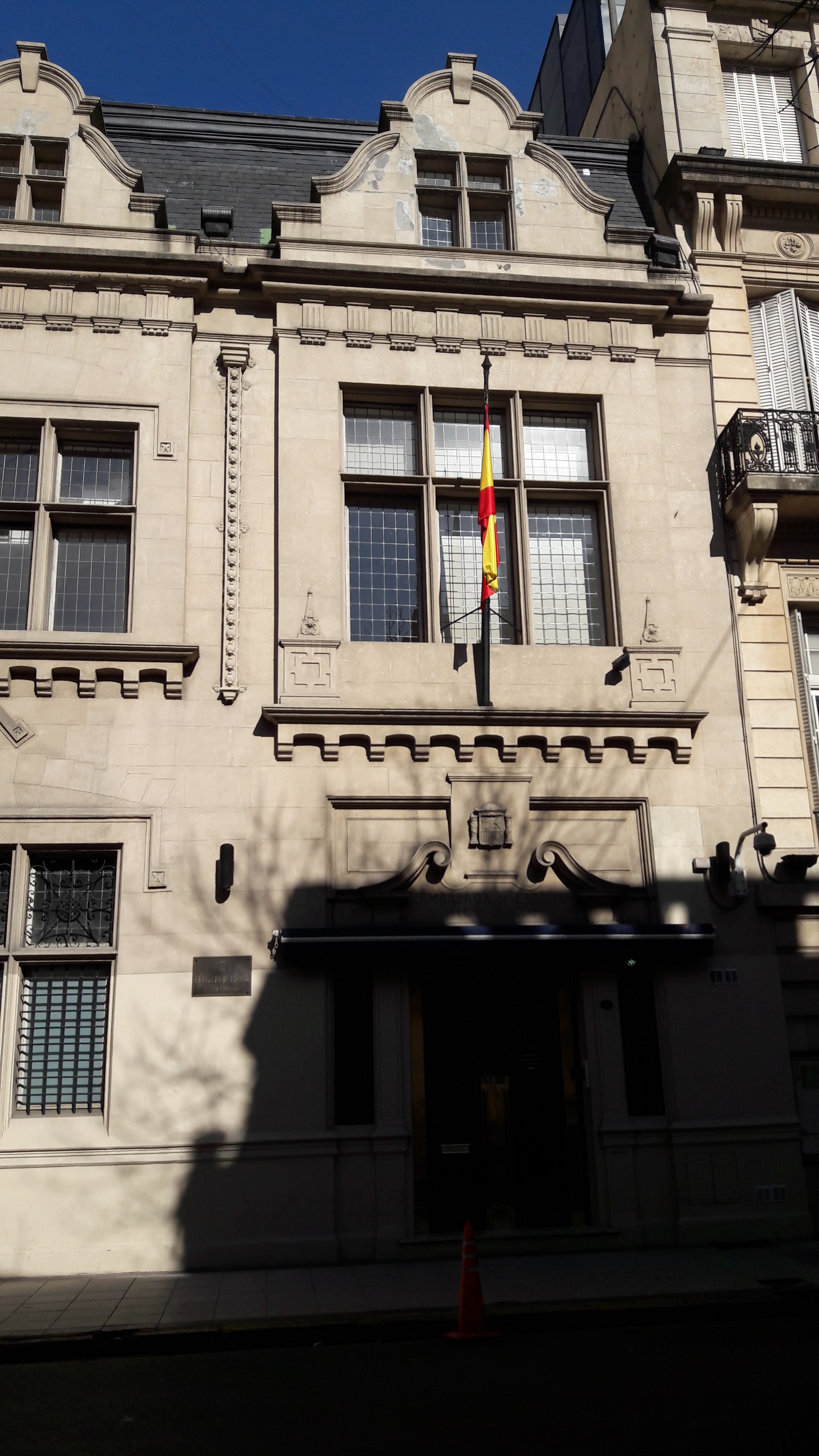
Consulado-General de España en Buenos Aires.
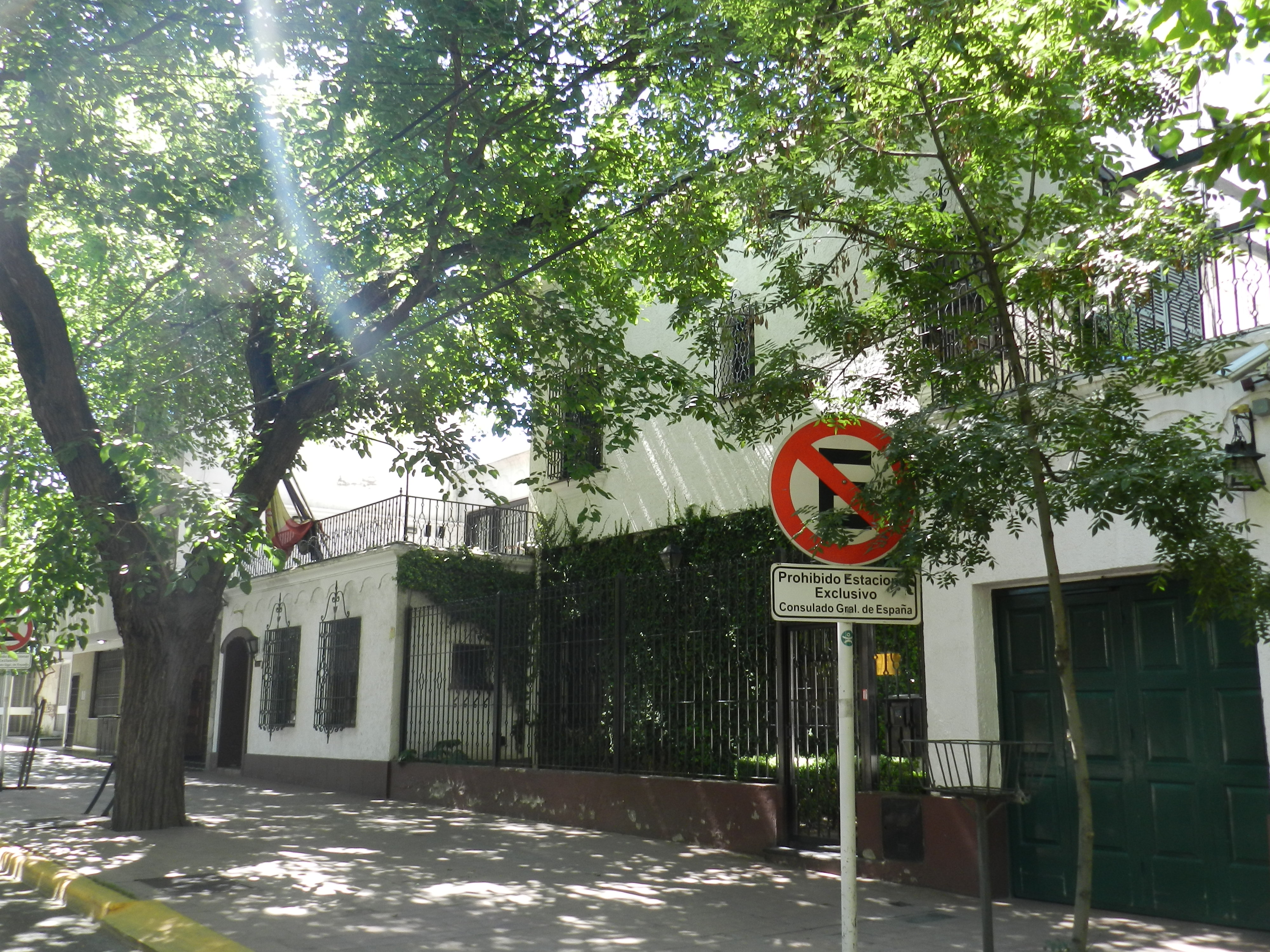
Consulado-General de España en Mendoza.